# Kjelddal
Kjelddal est une localité du comté de Nordland, en Norvège.

## Géographie
Administrativement, Kjelddal fait partie de la kommune de Meløy.